# هارتموت هوفمان (أستاذ جامعي)
هارتموت هوفمان (بالألمانية: Hartmut Hoffmann)‏ هو مختص في الدراسات القروسطية ‏ ألماني، ولد في 4 مايو 1930 في برلين في ألمانيا، وتوفي في 16 أبريل 2016 في غوتينغن في ألمانيا.